# Lytta mutata
Lytta mutata là một loài bọ cánh cứng trong họ Meloidae. Loài này được Harold miêu tả khoa học năm 1870.